# Троцка (станція метро)
52°16′31.54″ пн. ш. 21°3′20.74″ сх. д. / 52.2754278° пн. ш. 21.0557611° сх. д.

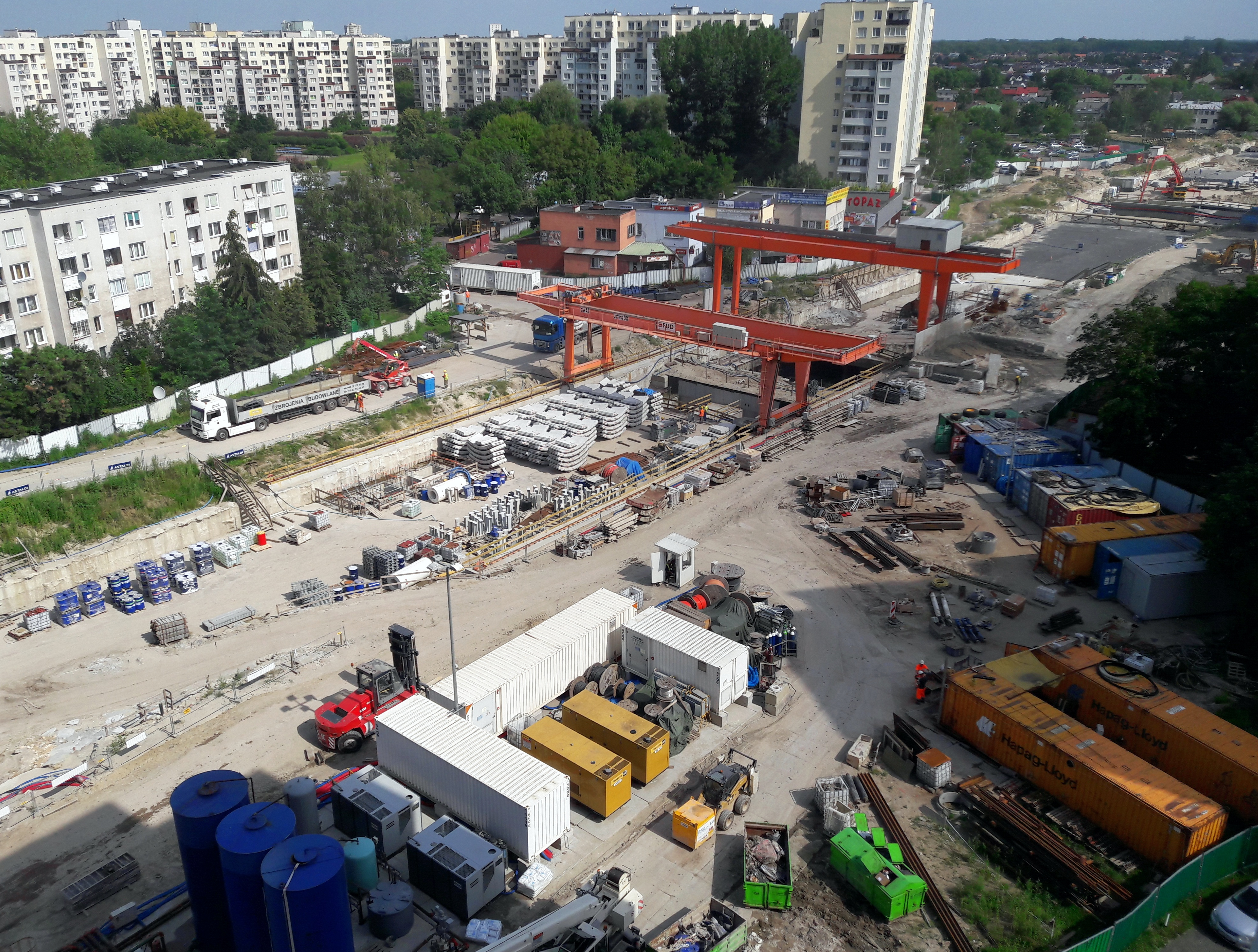
Будівельний майданчик у серпні 2017 року.

Троцка (пол. Trocka) –  станція метро на північно-східному кінці лінії М2 Варшавського метрополітену, на момент відкриття була кінцевою. Розташована в районі Таргувек, поблизу перехрестя вулиць Троцкої та Пратулінської. 
29 жовтня 2015 року було обрано підрядника, 16 лютого 2016 року станція отримала дозвіл на будівництво, а 11 березня 2016 року було підписано договір щодо її будівництва. Станція була відкрита 15 вересня 2019 року.
Станція «Троцка» є кінцевою станцією на 3.1-кілометровій ділянці, реалізованій в рамках розширення "3+3", що є першим етапом будівництва північно-східного відрізку другої лінії Варшавського метрополітену. Загальна довжина станції (не тільки платформа) складає 450 м, а об'єм всього об'єкта становить 227 372 м³. Вентиляційна установка має об'єм 5267 м³. 

## Історія

### Проєкт
26 листопада 2011 року було оголошено конкурс на розробку архітектурно-будівельної концепції першої черги західної та північно-східної ділянок другої лінії Варшавського метро. 25 червня 2012 року конкурс було закінчено, а 21 вересня 2012 року були підписані договори з переможцями конкурсу. Завдання проєктувати три станції на північно-східній ділянці було надано компанії «ILF Consulting Engineers Polska». Тоді ж станції був присвоєний код C18 та робоча назва «Targówek II», попри те, що в 2010 році Муніципальна комісія з питань іменування запропонувала назву «Targówek Północny». 
8 березня 2015 року у Варшаві була запущена центральна ділянка лінії М2. Раніше, 15 жовтня 2014 року, коли ще тривало спорудження центральної ділянки лінії, було оголошено тендер на її продовження на 3 станції з кожної сторони. 10 серпня 2015 року було відкрито конкурс проєктів щодо продовження лінії у форматі "3+3", а 29 жовтня компанія «Metro Warszawskie» обрала підрядників для будівництва західної та північно-східної ділянок другої лінії. Підрядником для будівництва станції, чию назву було на той момент вже було змінено на «Trocka», було обрано італійську компанію «Astaldi». У лютому 2016 року Муніципальна комісія з питань іменування запропонувала змінити назву станції на «Таргувек-Троцька». 

### Спорудження
16 лютого 2016 року були видані перші два дозволи на будівництво продовження лінії, один з яких стосувався станції «Trocka» разом із її коліями. 8 березня було надано дозвіл на будівництво вентиляційної системи станції, а 11 березня було підписано договір на власне будівництво цього всього. Наприкінці березня розпочалось будівництво нових павільйонів, до яких потім із майбутнього місця розташування станції був перенесений базар. У той же час підрядник також оголосив, що споруджувальні роботи розпочнуться в перші дні травня. 30 березня підряднику було надано територію для будівництва станції, а в ніч на 1 травня дві вулиці, під якими розміститься станція, було закрито. 
У травні 2016 року розпочалася реконструкція підземних установок, що перешкоджали будівництву станції, а в червні був завершений демонтаж вуличних ліхтарів та вирубка дерев. Наприкінці червня почалося викопування котловану для будівництва станції. У липні були завершені роботи із газопроводом, завершено частину попереднього викопування та побудови стін. У серпні було завершено реконструкцію електричних мереж, освітлено будівельний майданчик та сусідні ділянки, добудовано напрямні стіни в частині станції. У вересні, серед інших, роботи над підземними мережами були продовжені, проводилася підготовка зовнішньої стелі та побудований інформаційний павільйон. 
15 листопада 2016 року на будівельному майданчику, в присутності представників міської та районної влади, а також представників підрядника та керівництва метрополітену, було закладено фундаментний камінь із капсулою, в якій містилися акт про заснування та повідомлення для майбутніх поколінь. На той момент було завершено близько 70 м стелі та більшість стін біля платформи. 
Наприкінці січня 2017 року тривали роботи із конструювання низької стелі над майбутнім залом. У той час підрядник визначив, що будівництво об'єкта було зроблене майже на половину. Тоді також передбачалося, що навесні тунелепрохідні машини будуть доставлені на будівельний майданчик і до червня почнеться буріння тунелів від станції. У ніч з 23 на 24 березня відбулося транспортування першої тунелепрохідної машини. На початку квітня перша машина була перенесена вниз, а в середині цього місяця також тривали роботи щодо другої машини. 5 травня обидві машини були під землею і розпочалася їх робота. 13 та 14 травня на станції були організовані дні відкритих дверей, під час яких люди могли подивитися на тунелепрохідні машини.     